# Луїс Гомес
Луїс Освальдо Гомес Касерес (ісп. Luis Oswaldo Gómez Cáceres, нар. 20 квітня 1972, Гуаякіль, Еквадор) — еквадорський футболіст, що грав на позиції півзахисника. Відомий за прізвиськом Ель Чіно (Китаєць).
Виступав, зокрема, за клуб «Барселона» (Гуаякіль) та також національну збірну Еквадору.

## Клубна кар'єра
У дорослому футболі дебютував 1992 року виступами за команду клубу «Барселона» (Гуаякіль), в якій провів два сезони. Після цього відправився у річну оренду до клубу «Депортіво Кіто».
1995 року повернувся до «Барселони». Цього разу відіграв за  гуаякільську команду наступні чотири сезони своєї ігрової кар'єри. Більшість часу, проведеного у складі гуаякільської «Барселони», був основним гравцем команди.
1999 року знову відправився в оренду, тепер до клубу «Ферро Карріль Оесте».
2000 року повернувся до клубу «Барселона» (Гуаякіль). Цього разу провів у складі його команди три сезони. Граючи у складі гуаякільської «Барселони» також здебільшого виходив на поле в основному складі команди.
Протягом 2004—2006 років захищав кольори команди клубу «ЛДУ Кіто».
Завершив професійну ігрову кар'єру у клубі «Універсідад Католіка» (Кіто), за команду якого виступав у 2006 році.

## Виступи за збірну
2001 року дебютував в офіційних матчах у складі національної збірної Еквадору. Протягом кар'єри у національній команді провів у формі головної команди країни 12 матчів, забивши 1 гол.
У складі збірної був учасником розіграшу Золотого кубка КОНКАКАФ 2002 року у США, чемпіонату світу 2002 року в Японії і Південній Кореї.